# Фијат BR
Фиат BR (итал. Fiat B.R.) је бомбардерски авион направљен у Италији непосредно после Првог светског рата. Авион је први пут полетео 1918. године. 

## Пројектовање и развој
На бази извиђачког авиона SIA 9, инг. Челестино Росатели је пројектовао 1918. године лаки бомбардер BR (Bombardiere Rosatelli, Бомбардер Росатели) класичан двокрилац тога времена. У поређењу са моделом SIA 9, авион Фиат BR имао је боље контуре и чвршћу структуру. Дизајн трупа са два кокпита претходног авиона је задржан, али су крила измењена и знатно ојачана, док је реп потпуно измењен. Први прототип је први пут полетео 1918. године.

## Технички опис
Труп је карактерисао правоугаони попречни пресек са два отворена кокпита постављена у тандему, предњи за пилота, задњи за осматрача опремљен окретним одбрамбеним митраљезом. Прамац трупа у пределу мотора је обложен алуминијумским лимом. Изван лимене облоге, цео труп је обложен импрегнираним обојеним платном. 
Авион Фиат BR је био опремљен 12-то цилиндричним мотором са линијским V распоредом цилиндара и течношћу хлађен Fiat A.14 снаге 700  (515 ). У то време је сматран једним од најјачих мотора коришћени у ваздухопловству. На вратилу мотора се налазила двокрака дрвена вучна елиса фиксног корака.
Крила су била дрвене конструкције са две рамењаче, релативно танког профила, пресвучена импрегнираним платном. Крилца за управљање авионом су се налазила само на горњим крилима. Крила су између себе била повезана са по два пара упорница са V дијагоналама. Затезачи су били од клавирске челичне жице. Горње и доње крило су имала исти облик и димензије. Спојеви предње ивице са бочним ивица крила су полукружно изведени.
Конструкције репних крила и вертикални стабилизатор као и кормило правца су била направљена од дрвета пресвучена платном. Хоризонтални стабилизатори су са доње стране укрућени упорницама ослоњеним на труп авиона.
Стајни трап је био, за то време, конвенционалан фиксан, бициклистичког типа, са једноставним точковима међусобно повезаним крутом осовином. Конструкција трапа је била од заварених челичних цеви.  Испод репа, авион је имао дрвену еластичну дрљачу као трећу ослону тачку.

## Наоружање
Авион је био наоружан једним или удвојеним митраљезом који је био монтиран на рундели на другом кокпиту. Укупни товар бомби које је могао да понесе овај авион је износио 400 kg.
| Наоружање авиона: Фиат         |        |
| Ватрено (стрељачко) наоружање  |        |
| Топ                            |        |
| Митраљез                       |        |
| Број и ознака митраљеза        | 1 до 2 |
| Бомбардерско наоружање (бомбе) |        |
| Укупна маса                    | 400    |
| Ракетно наоружање (ракете)     |        |

## Верзије
Авион Фиат BR је први у серији Фиатових двокрилних бомбардера. Његовим усавршавањем развијен је следећи у породици Фиат BR.1.

## Оперативно коришћење
И пре него што су завршена сва званична испитивања авиона Фиат BR он је у априлу 1919. поставио  неколико светских рекорда подигавши три путника (као авион са два седишта) на висину од 7.240 m и достигавши брзину од 270 km/h са једним путником. Поред тога у јулу месецу 1919. године направио је један врло запажени пропагандни лет Торино-Рим-Париз-Лондон. 
Званичне тестове, бомбардер Фиат BR је успешно прошао 1922. у испитном центру Монтечело и ушао у серијску производњу.
Три примерка су продата Шведској, где су добили ознаку B.1. Совјетски Савез је купио два авиона која су октобра месеца 1921. године настрадала са италијанским посадама на територији Италије за време прелeта за СССР.

### Сачувани примерци
Није сачуван ниједан примерак овог авиона.

## Земље које су користиле авион
- Италија
- Шведска